# Ivan Romanzini
Ivan Romanzini (Vicenza, 16 marzo 1946 – San Martino di Lupari, 1º aprile 2023) è stato un allenatore di calcio, dirigente sportivo e calciatore italiano, di ruolo centrocampista.

## Carriera

### Giocatore
Cresciuto nelle giovanili del Lanerossi Vicenza debutta con i berici in Serie A nel 1965-1966 nella partita Lanerossi Vicenza-Cagliari (1-1) del 1º maggio 1966.
Dopo essere stato ceduto in prestito al Verbania torna al Lanerossi Vicenza dove gioca altre due partite in Serie A.
Approda quindi al Taranto dove, in otto anni, gioca 286 partite, diventando il calciatore con più presenze di sempre in maglia rossoblù (battendo il record di Giovanni Manzella). 
Si accasa poi a Brescia seguendo le orme dall'allenatore Gianni Seghedoni, che dal Taranto passa alla panchina bresciana, per poi concludere la propria carriera al Padova nel 1980.
In carriera ha disputato 3 partite in Serie A ed ha collezionato 300 presenze e 19 reti in Serie B.

### Allenatore e dirigente
Smessa la carriera da giocatore, rimane al Padova con il ruolo di vice-allenatore di Mario Caciagli e poi con il ruolo di allenatore della Primavera. 
Dal 1985 al 1987, siede sulla panchina del Treviso.
Poi allena Civitavecchia, Schio, e le giovanili della Luparense, con cui vince il regionale élite con sette giornate di anticipo.
Nel dicembre 2013 subentra a Roberto Fantinato, sulla panchina della Luparense in Prima Categoria e conquista la salvezza con tre giornate di anticipo.
Successivamente passa a fare il dirigente, sempre alla Luparense, dove ricopre la carica di direttore generale, fino al 31 marzo 2023.

## Palmarès

### Giocatore
- Coppa Italia Semiprofessionisti: 1

Padova: 1979-1980

## Vita privata
È il figlio di Silla Romanzini, ex portiere, e nipote dei tre fratelli Gianesello (Alfredo, Rino e Sereno) anche loro ex calciatori.
Assieme alla moglie Ivana, per anni, ha gestito una agenzia di assicurazioni a San Martino di Lupari.